# Wehrsportgruppe Hoffmann
Le Wehrsportgruppe Hoffmann (en abrégé WSG Hoffmann ou WSG) est une organisation d'extrême droite allemande active de 1973 à 1982. Elle est fondée par Karl-Heinz Hoffmann (de) et devient, avec 400 à 600 membres, le groupe sportif militaire le plus grand et le plus connu de la république fédérale d'Allemagne. En janvier 1980, elle est interdite en tant qu'organisation anticonstitutionnelle par le ministre fédéral de l'Intérieur Gerhart Baum, puis transférée par Hoffmann dans un camp de l'OLP au Liban. Ce « WSG-Abroad » existe jusqu'en 1982, mais s'effondre après l'arrestation de Hoffmann en juin 1981.

## Idéologie
Le WSG est basé sur le culte du leader. Hoffmann est leur « seul organe décisionnel » et dispose d’un pouvoir de commandement illimité. Selon lui, le WSG est une « association de bénévoles à base militaire et étroitement gérée » et une « unité paramilitaire ».
Les éléments idéologiques centraux du WSG sont l'antiaméricanisme, l'anticommunisme, l'hostilité vis-à-vis de la démocratie, l'élitisme, un militarisme fort et l'acceptation de la violence comme moyen politique. Avec le nom « Jungstahlhelme », Hoffmann inscrit le WSG dans la tradition des corps francs, des soldats et des associations militaires de la république de Weimar. Selon Rainer Fromm, il n'a pas envie que le WSG soit « coincé dans un schéma idéologique » et ne souhaite pas non plus former un nouveau type d'organisation néonazie, mais veut plutôt faire revivre les corps francs allemands anticommunistes et antidémocratiques.

## L'organisation à l'étranger
Après l'interdiction nationale du WSG, Hoffmann transfère le WSG au Liban. À partir de février 1980, avec l'aide du militant néonazi Udo Albrecht (de), il noue des contacts avec l'Organisation de libération de la Palestine et conclut un accord avec eux : il leur achète des véhicules d'occasion de la Bundeswehr et les fait transférer par voie terrestre au Moyen-Orient par des membres familiers ou nouvellement recrutés du WSG, pour que l'OLP lui rachète. Malgré l'interdiction du WSG, la Bundeswehr, Hoffmann et Albrecht vendent plus de véhicules qu'auparavant. En mai 1980, Hoffmann se rend pour la première fois au Liban et, avec l'aide du magazine Oggi, se présente lui-même et son groupe comme des combattants contre le sionisme. Il obtient ainsi que l'OLP vende des armes au WSG et prenne les armes. Les combattants du camp d'entraînement de Bir Hassan s'installent à Beyrouth, au sud du Liban, et lui passent de nouvelles commandes de véhicules. Au cours des mois suivants, Hoffmann acquiert de bons contacts avec la direction. Son contact est habituellement Mohamed Hegasie. Le chef de la sécurité de Yasser Arafat, Atef Bseiso ainsi qu'Amine al-Hindi sont responsables du camp d'entraînement de l'organisation. Abou Iyad, alors adjoint d'Arafat et chef du groupe Septembre noir, approuve l'accord avec le WSG et supervise leur formation dans le camp de l'OLP, notamment l'instruction au tir avec des kalachnikovs et le bazooka soviétique RPG-7.
Le 14 juin 1981, deux membres du groupe, Walter Ulrich Behle et Uwe Mainka, tentent de s'échapper du camp de l'OLP. Les forces libanaises les attaquent dans la partie de Beyrouth qu'ils contrôlent et les font prisonniers. Le 25 juin 1981, ils font défiler les deux prisonniers occidentaux afin de discréditer l'OLP en prouvant son activité de formation des néonazis européens. L'orateur dévoile une liste de noms de quinze membres du WSG formés par l'OLP. Il accuse le chef adjoint de l'OLP, Abou Iyad, d'avoir planifié les attentats de Bologne et de l'Oktoberfest et de les avoir fait réaliser par des néonazis. Behle et Mainka affirment ne rien savoir. Behle avoue finalement qu'il a rejoint le WSG pour libérer toute l'Allemagne des Américains et des Russes et qu'il ne se soucie pas de l'endroit où il reçoit son entraînement au maniement des armes. Il affirme avoir quitté le camp de l'OLP parce que le groupe est surtout chargé d'y construire des bunkers et de réparer des véhicules.